# Melbourne
Melbourne este capitala statului federal Victoria din Australia și este situat pe Râul Yarra în apropiere de vărsarea sa în golful Portului Phillip. Aglomerarea urbană se întinde pe 70 de km de la nord la sud și pe 50 de km de la est la vest. Numărul de locuitori pe această suprafață de 4.647.312. Melbourne a fost fondat în 1835 de către John Batman și John Pascoe Fawkner din Tasmania, și denumit după primul ministru britanic de la acea vreme, Lordul Melbourne.
Melbourne adăpostește arhiepiscopiile catolică și anglicană, unde se dezvoltă industria petrolieră și cea producătoare de mașini.

## Turism
Melbourne este al doilea oraș ca mărime din Australia și este capitala statului Victoria. Deși nu este cea mai renumită destinație turistică din Australia, Melbourne este un centru modern, multicultural și vibrant, cu nivelul de trai foarte ridicat, oferind diverse atracții și activități tot anul.

## Personalități marcante
- Rupert Murdoch (n. 1931), om de afaceri american de origine australiană;
- Germaine Greer (n. 1939), scriitoare, jurnalistă și profesoară de literatură engleză;
- Alan Jones (n. 1946), pilot de Formula 1;
- Ian Spink (n. 1947), coregraf;
- Paul Stoddart (n. 1955), om de afaceri;
- David Argue (n. 1959), actor;
- Lisa Gerrard (n. 1961), muziciană, cântăreață și compozitoare;
- Gina Riley (n. 1961), actriță;
- Flea (n. 1962), muzician și actor;
- Eric Bana (n. 1968), actor;
- Kylie Minogue (n. 1968), cântăreață, textieră și actriță;
- Mark Viduka (n. 1975), fotbalist;
- Paul Hanley (n. 1977), jucător de tenis;
- Neil Robertson (n. 1982), jucător profesionist de snooker;
- Avraam Papadopoulos (n. 1984), fotbalist profesionist grec;
- Sophie Turner (n. 1984), fotomodel și vedetă de televiziune;
- Havana Brown (n. 1985), cântăreață, DJ și dansatoare;
- Kate Alexa (n. 1988), cântăreață de muzică pop;
- Emily Browning (n. 1988), actriță, cântăreață și fotomodel;
- Chet Faker (n. 1988), muzician;
- Sally Potocki (n. 1989), handbalistă;
- Xonia (n. 1989), cântăreață;
- Gabriella Cilmi (n. 1991), cântăreață de muzică pop-rock;
- Kyrie Irving (n. 1992), baschetbalist;
- Bobby Andonov (n. 1994), cântăreț.

## Orașe înfrățite
| - Thessaloniki, Grecia (1984). - Tianjin, China (1980). - Osaka, Japonia; (1978). | - Saint Petersburg, Rusia; (1989). - Milano, Italia (2004). - Boston, SUA; (1985) |